# 賴榮松
賴榮松，（1919年10月15日—1994年4月12日），中華民國（台灣）政治人物，臺中市人，曾任中國國民黨籍臺灣省議員。其兄賴榮木曾任中國國民黨籍臺灣省議員、臺灣省臨時省議員、臺中市議員。